# شركة بوكمن
بوكمان (بالإنجليزية: Buckman)‏ هي شركة للكيماويات المتخصصة مقرها في ممفيس، تينيسي، الولايات المتحدة الأمريكية. كانت ايرادات بوكمان أكثر من 500 مليون دولار في سنة 2010. وتعمل بها الشركة في أكثر من 90 بلدا، وتعمل بـ 10 مواقع تصنيع (ممفيس، كاديت، كندا، أوروبا والمكسيك والبرازيل وأستراليا وجنوب أفريقيا وسنغافورة، والصين)، ويعمل لديها حوالي 1500 عامل. الصناعات الأساسية هي لب الورق والورق والجلود، وتقنيات المياه. وتشمل الصناعات الثانوية المواد الكيميائية لأداء (الطلاء، والبلاستيك ومعالجة الخشب، والزراعة).

## تاريخ بوكمن
تأسست الشركة في عام 1945 في ممفيس، الولايات المتحدة الأمريكية، للدكتور ستانلي بوكمان مع المنتج الذي تم استخدامه للسيطرة على المشاكل الميكروبيولوجية في مصانع الورق. وبعد ثلاث سنوات في عام 1948، أنشئت مختبرات بوكمان كندا كشركة المستودعات والتسويق. خلال 1950، وضعت الشركة عددا من المبيدات الحيوية للاستخدام في الصناعات الجلدية، والسكر، والطلاء. وقد وضعت اثنين من مبيدات الفطريات الجديدة في 1960. خلال هذا العقد، أصبحت معالجة المياه الصناعية والتجارية سوق جديدة مع تطوير المنتجات من أجل السيطرة البكتيرية والطحالب في أحواض السباحة، وأنظمة تبريد المياه، والمياه العذبة. بالإضافة إلى مصنع ممفيس، تم بناء منشأة لتصنيع جديد في كاديت، في عام 1963. وبالنظر إلى أبعد من كندا والولايات المتحدة، شكلت بوكمان شركة في المكسيك في عام 1963 وبعد عام تم تأسيس شركة في بلجيكا، والذي خدم المقر الأوروبي.
حدث نمو كبير وتوسع في السبعينات. في عام 1971 تم تشكيل شركة جديدة في جنوب أفريقيا، وأستراليا، والبرازيل. بسبب تأثير النمو العالمي خلال هذه الفترة يمكن رؤيتها بوضوح في نهاية العقد كما كان للعملاء من خارج الولايات المتحدة التي ساهمت بنسبة 50٪ تقريبا من إجمالي المبيعات.
توفي مؤسس الشركة الدكتور ستانلي بوكمان في عام 1978، ومرت القيادة لابنه روبرت بوكمان الذي أصبح الرئيس التنفيذي. انتخب ابن عمه روبرت ستيفن بوكمان الرئيس والمدير التنفيذي للعمليات في عام 1987.  دفعت روبرت بوكمان لاتصالات عالمية أكبر داخل الشركة لتعزيز العمليات التجارية. وروى هذه الجهود في كتاب فكتبه تحت عنوان بناء منظمة يحركها المعرفة[1]. في النصف الثاني من عام 1991، تم إنشاء شركتين جديدتين لإقامة وجود في منطقة آسيا والمحيط الهادئ. تم تشكيل شركة واحدة في نيوزيلندا وافتتح الآخر في سنغافورة.
في أبريل 2000 تقاعد روبرت بوكمان وتولى ستيفن بوكمان منصب الرئيس التنفيذي. انتخب ابنة روبرت كاثرين بوكمان جيبسون رئيس مجلس الإدارة [2]. لدعم النمو المستقبلي في آسيا، بوكمان أسسة شركة في شنغهاي، الصين، في عام 2000 [3]. وفي العام التالي، في عام 2001، استحوذت بوكمان على شركة الكيميائية الكسوف ، وبعد شرائهاعتبارة بوكمان ثالث أكبر شركة لمعالجة المياه في كندا[4].
في عام 2004، تلقة بوكمان جائزة الكيمياء الخضراءالـ US EPA الرئاسي لالأنزيمية المسيطرة والمثبتة في الأوراق المعاد تدويرها[5].

## 2011
ذكرت بوكمان الصعب التي واجهتها عام 2011 عندما قاد ارتفاع تكاليف المواد الخام لتصل تكاليف التصنيع على مستوى العالم بنحو 6٪. وبالإضافة إلى ذلك، المنافسة الشديدة في سوق حوض سباحة الولايات المتحدة أجبرت بوكمان لخفض النفقات والحفاظ على قدرتها التنافسية. ونتيجة لذلك انخفضت إيرادات حوض سباحة الولايات المتحدة وادا ذلك لنخفاض مبيعات الشركة بنسبة 23٪ لهذا العام.
التوسع في الأسواق العالمية و النمو العالي ساعدت مبيعات الشركة الإجمالية. سجلت آسيا والمحيط الهادئ بنسبة 22٪ في المبيعات في عام 2011، في حين سجلت أوروبا نموا بنسبة 10٪.
وتشمل قطاعات الشركة أعمالها معالجة المياه مباشرة، حيث سجلت المبيعات بنسبة 18٪ في عام 2011، وذلك بفضل العروض الجديدة «الخضراء» وزيادة دفع المبيعات. الإدارة التكنولوجيا الورقية تركز على ايراداتها في جنوب اسيآ والصين بنسبة 11٪. وحدة تكنولوجيا جلدية لها، بزيادة 4٪.
من بين استراتيجيات الشركة مبادرة التحسين المستمر ، والتي نفذت من تقييم مهام العمل والوظائف لتحديد أي منها قد أضافت قيمة حقيقية للعملاء. ولقدانهة بوكمان أكثر من 500 مشروع في عام 2011. ومن خلال هذه المشاريع التي يقدر أنها أنقذت 5600000 $ في ذلك العام. كما نفذت بوكمان نظام عالمي جديد لـ تخطيط موارد المؤسسات في عام 2011 .

## قطاعات العمل
تكنولوجيا الورق
1-الأنسجة

2-الطباعة / الكتابة.
3-عذراء اللب
4-التعبئة والتغليف
5-الألياف المعاد تدويرها
6-ورق الصحف / الدرجات الميكانيكية
7-معالجة المياه
تكنولوجيا المياه
1-المعالجة الكيميائية
2-الأسمدة
3-المأكولات و المشروبات
4-الجلد
5-المعادن صهر / الصلب
6-التعدين والتخصيب
7-المستحضرات الصيدلانية
8-النسيج
9-الكهرباء والمرافق
10-البترول
11-اللب / الورق
12-المصافي
13-السكر / الإيثانول
كيماويات الأداء
1-النفط / كيمياء غاز
2-الطلاء والبلاستيك
3-المياه المعدله
4-الزراعة
5-معالجة الخشب
7-الوقود الحيوي
8-المياه الترفيهية
9-البترول
9-اشغال معدنية